# Principi nella Torre

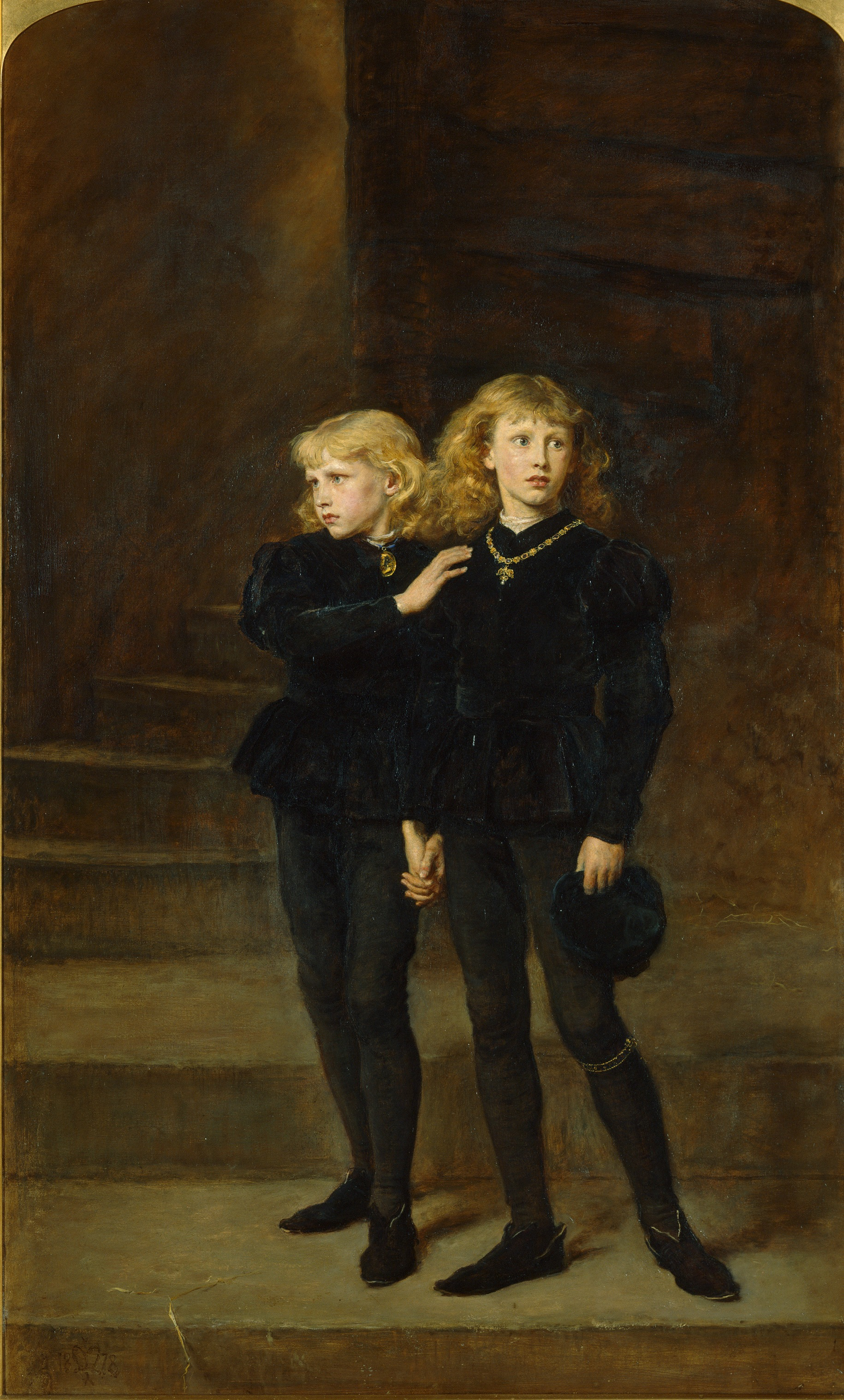
I principi Edoardo e Riccardo nella Torre, 1483 di sir John Everett Millais.

I principi nella Torre furono Edoardo V d'Inghilterra e suo fratello Riccardo, entrambi figli del re Edoardo IV e della regina Elizabeth Woodville, i quali, alla morte del re nel 1483, per volere del consiglio di reggenza, del quale il loro zio Riccardo di Gloucester, lord protettore, era a capo, in preparazione per l'incoronazione di Edoardo V, furono alloggiati presso la torre di Londra.
Tuttavia, il 9 luglio 1483, il parlamento promosse un atto, passato alla storia col nome di Titulus Regius, che dichiarava nullo il matrimonio di Edoardo IV, e quindi illegittimi i suoi figli e chiamava alla successione il lord protettore che venne così incoronato re come Riccardo III.
Dei due bambini non si ebbero più notizie e, benché ufficialmente si ignorasse data e causa della morte, ben presto si diffuse la voce che fossero stati assassinati durante la loro permanenza nella Torre. Dei resti attribuiti a loro furono ritrovati duranti alcuni scavi alla Torre nel 1674, ma non si ha alcuna conferma che possa trattarsi di loro. 

## Storia

### Contesto
Alla morte di Edoardo IV, il 9 aprile 1483, dopo tre settimane di malattia, il suo figlio ed erede, Edoardo V, dodicenne, si trovava a Ludlow mentre lo zio paterno, lord protettore, Riccardo, duca di Gloucester, era a Middleham nello Yorkshire.
Riccardo ricevette la notizia della morte del fratello intorno al 15 aprile anche se è probabile che fosse già stato messo al corrente della malattia di Edoardo IV e immediatamente fece giuramento di fedeltà al nuovo sovrano nella cattedrale di York.
Quanto alle volontà testamentarie del defunto sovrano, la Croyland Chronicle riporta che Edoardo IV designò personalmente il fratello Riccardo come lord protettore per conto del figlio; in ogni caso, non ci è giunto alcun documento autografo che lo dimostri e il Consiglio Privato aveva la possibilità di ignorare le volontà esecutive del monarca come dimostra il precedente di Enrico V. In ogni caso, sia Edoardo V sia Riccardo, partirono per Londra.
La situazione politica già precaria degenerò quando Antonio Woodville, II conte di Rivers e Richard Grey, lord Dorset, rispettivamente zio materno e fratellastro di Edoardo V, radunarono 2.000 uomini armati e presero il controllo della torre di Londra, del tesoro, ivi custodito, e dell'intera marina militare, dimostrando quindi apertamente la loro intenzione di esautorare il duca di Gloucester dalla reggenza.
Il 29 aprile, il duca di Buckingham incontrò il duca di Gloucester a Northampton per avvisarlo delle preponderanti forze degli avversari i quali, violando i patti, avevano raggiunto Stony Stratford, a 14 miglia dalla capitale. Poco dopo Richard Grey e Antony Rivers, lasciando il re a Londra, avanzarono con una metà delle loro forze verso Northampton: il Lord protettore e il consiglio di reggenza disposero l'immediato arresto di lord Dorset e del conte di Rivers. Ignari della decisione del consiglio, Grey e Rivers proseguirono la marcia finché incontrarono i 900 uomini del lord protettore e del duca di Buckhingham che li circondarono e li arrestarono senza alcuna resistenza.
La mattina seguente, Il lord protettore raggiunse Edoardo V a Stony Stratford disarmando il resto della scorta ed entrò nella capitale con il re il 4 maggio mentre la regina madre, Elisabetta Woodville insieme con le sue figlie e il principe Riccardo, fratello minore di Edoardo V, si rifugiavano presso il santuario di Westminster.
Riunitosi a Londra, il consiglio e il lord protettore fissarono al 25 giugno la data dell'incoronazione di Edoardo V; il 29 maggio, Edoardo V fu alloggiato alla torre di Londra, tradizionale residenza del sovrano, dove fu raggiunto, il 16 giugno, dal fratello minore, il duca di York.
L'otto giugno Robert Stillington, vescovo di Bath e Wells, rivelò al consiglio della corona che Edoardo IV aveva contratto un matrimonio segreto con Lady Eleanor Talbot prima di sposare Elisabetta Woodville i cui figli, pertanto, divenivano illegittimi e perdevano ogni diritto alla successione. La notizia si diffuse e domenica 22 giugno alla chiesa di St. Paul un prete, accusando di bigamia re Edoardo IV, affermava che Riccardo di Gloucester fosse l'unico erede legittimo della Casa di York e tre giorni dopo numerosi lord, cavalieri e gentiluomini, inviarono al reggente una petizione affinché assumesse il peso della corona. Riccardo, dopo 4 giorni di attesa, diede il suo assenso e, il 3 luglio, fu incoronato come sovrano; la sua ascesa fu legittimata ex post dal parlamento con il Titulus Regius, una legge che dichiarava formalmente illegittimi Edoardo V e Riccardo considerata la nullità del matrimonio tra re Edoardo IV ed Elisabetta Woodville derivante dal contratto prematrimoniale vincolante tra Edoardo e Lady Talbot.

### Scomparsa
Il primo a registrare la scomparsa dei principi fu Domenico Mancini, un frate italiano che, trovandosi a Londra tra la primavera e l'estate del 1483, scrisse che, poco dopo l'ascesa al trono di Riccardo III, Edoardo e il fratello Riccardo furono trasferiti negli appartamenti più interni della Torre per uscire nei giardini sempre più raramente fino a scomparire. Lo stesso Mancini, inoltre, riporta che Edoardo veniva regolarmente visitato da un medico al quale chiedeva ogni giorno la remissione dei peccati e la penitenza poiché credeva che la morte lo stesse per cogliere. Quanto all'identità del medico, il riferimento di Mancini "medicus argentinus" sembra fare riferimento a John Argentine che diverrà prevosto del King's College e archiatra del principe di Galles Arturo.
Altri rapporti, in accordo con quanto affermato da Mancini, descrivono i due principi giocare insieme nel parco della torre almeno fino all'autunno del 1483. In ogni caso, gli avvistamenti dei principi diminuirono dopo il tentativo di salvataggio avvenuto a fine luglio e dopo l'autunno nulla è noto. La mancanza di avvistamenti posteriori all'estate del 1483 è da molti storici considerata come l'indizio della morte, naturale o meno, dei due principi.
Maurice Kenn, ad esempio, sostiene che la ribellione contro Riccardo fosse destinata inizialmente a salvare Edoardo e il fratello dalla torre prima che fosse troppo tardi e che il sostegno del duca di Buckingham a Enrico Tudor si spiega con il fatto che fosse a conoscenza della morte dei principi. Alison Weir va oltre sostenendo che l'assassinio fosse stato compiuto il 3 settembre, anche se altri hanno ribattuto che le prove di omicidio sono assai risibili.
Al contrario, sir Clements Markham ha sostenuto che i principi erano ancor vivi nel luglio del 1484 e cita a sostegno della propria tesi una disposizione dello stesso Riccardo III che testualmente riportava: "i bambini dovrebbero essere insieme a colazione". James Gairdner, tuttavia, ricorda che la frase è ambigua e che si poteva riferire al conte di Warwick, Edoardo, figlio di Giorgio Plantageneto, I duca di Clarence o alle figlie più giovani di Edoardo IV, Caterina e Brigida le quali vivevano sotto la tutela di Riccardo a Sheriff Hutton.

### Il ritrovamento dei resti
Nel 1674 gli operai alla torre, intenti nei lavori di ristrutturazione, scoprirono una scatola di legno contenente due piccoli scheletri umani in prossimità del luogo in cui si sospettava l'esistenza della sepoltura dei principi. Lo stesso anno, Carlo II d'Inghilterra, riconoscendo le ossa rinvenute per quelle dei principi, le fece traslare all'abbazia di Westminster. Ad oggi, tuttavia, non esiste prova scientifica o storica che possa attestare l'appartenenza, il sesso o perfino la datazione delle ossa. 

### Pretendenti
Durante il regno di Enrico VII vi fu un certo numero di pretendenti che dichiararono di essere il principe Riccardo, duca di York come ad esempio Lambert Simnel a cui la fazione degli York aveva fatto impersonare il figlio di Giorgio Plantageneto, duca di Clarence, Edoardo, conte di Warwick (in realtà catturato a Sheriff Hutton subito dopo la battaglia di Bosworth nel 1485 e tenuto rinchiuso nella Torre da Enrico VII fino al novembre del 1499 quando lo fece giustiziare) e soprattutto Perkin Warbeck che riuscì a farsi riconoscere come il principe Riccardo di York da tutti i reali europei e che, dopo la sua cattura nell'ottobre 1497, confessò di essere il figlio di una famiglia borghese di Tournai. Alcuni documenti emersi dagli archivi europei dove la censura Tudor non aveva modo di arrivare gettano però dubbi sulla genuinità della confessione estorta sotto tortura e lasciano spazio a speculazioni sulla possibilità che fosse veramente chi affermava di essere, ovvero Riccardo di York, uno dei due Principi della Torre.

## Le ricerche storiche
Oltre alla loro scomparsa, non esiste alcuna prova diretta che sancisca l'assassinio dei due bambini e peraltro non sono né affidabili, né imparziali le fonti dell'epoca: in effetti, esiste una sola fonte contemporanea alla scomparsa dei ragazzi, quella di Domenico Mancini (rinvenuta solo nel 1934) mentre quanto scritto dopo l'ascesa di Enrico Tudor è spesso influenzato dalla partigianeria o dalla propaganda Tudor.

### Racconti contemporanei
Gli scritti di Domenico Mancini e la Croyland Chronicle suggeriscono che già dall'autunno del 1483 presero a circolare voci insistenti in merito alla morte dei principi nella Torre ma né l'uno né l'altra menzionano il responsabile. È, inoltre, noto che i sospetti si diffusero anche in Francia dove, nel gennaio del 1484, Guillaume de Rochfort, cancelliere di Francia, esortò gli Stati Generali a prendere esempio dal destino dei principi per proteggere al meglio re Carlo VIII, all'epoca tredicenne.
I primi rapporti, quello di Rochfort, di Philippe de Commines, Caspar Weinreich e Jean Allertz (rispettivamente cronisti contemporanei tedesco e olandese) puntano i loro sospetti su Riccardo III e affermano che agì prima del giugno del 1483 (contrastando peraltro con le voci degli avvistamenti). Tuttavia, Philippe de Commines nelle sue Memorie, scritte circa tredici anni dopo l'avvenimento, cambia opinione e identifica l'omicida nel Duca di Buckingham.
Infine, se è vero che l'unico racconto contemporaneo agli eventi è quello di Mancini, Clements Markham ricorda anche che le fonti successive, in particolare la Croyland Chronicle furono pesantemente influenzate da John Morton allo scopo di incriminare Riccardo III.

### Fonti scritte
Robert Fabyan, autore delle Chronicle of London, compilate circa trent'anni dopo la scomparsa dei principi, indicava come loro assassino Riccardo III.
La History of King Richard III, pubblicato circa nel 1513 da Thomas More, fedelissimo ai Tudor e lord Chancellor sotto Enrico VIII, identificò Sir James Tyrrell come l'assassino che però agì su ordine di Riccardo III: nel 1502, infatti, giudicato per alto tradimento confessò (sotto tortura) di aver inviato, su ordine di Riccardo, due agenti (Miles Forrest e John Dighton) a soffocare nel sonno i due bambini per poi seppellirli prima "at the stayre foote, metely depe in the grounde vnder a great heape of stones" finché furono dissotterrati e sepolti in un luogo segreto.
Curiosamente una fonte riporta che, durante il regno di Enrico VIII, un certo Miles Forrest, all'epoca ufficiale giudiziario presso l'abate di Peterborough ottenne dal sovrano, nel 1540, diversi benefici ecclesiastici secolarizzati ovvero il maniero di Morbone, la casa parrocchiale e la proprietà dell'abbazia di Crowland.
Anche Polydore Virgil ne l'Historia Anglica (1513) specifica che Tyrell commise l'omicidio con riluttanza su ordine di Riccardo III che intendeva scoraggiare ogni ribellione al suo potere. Infine, non si discostano dall'opinione di Thomas More e Polydore Virgil le Holinshed's Chronicles, scritte nella seconda metà del XVI secolo, che furono una delle principali fonti storiche usate da William Shakespeare per il dramma storico Riccardo III. In sintesi, secondo l'opinione di Pollard, il racconto delle cronache dell'epoca non rifletteva altro che l'opinione contemporanea, in parte influenzata da una propaganda tesa ad attribuire a voci e sospetti la veridicità di un fatto storico.

### Ritrovamenti archeologici

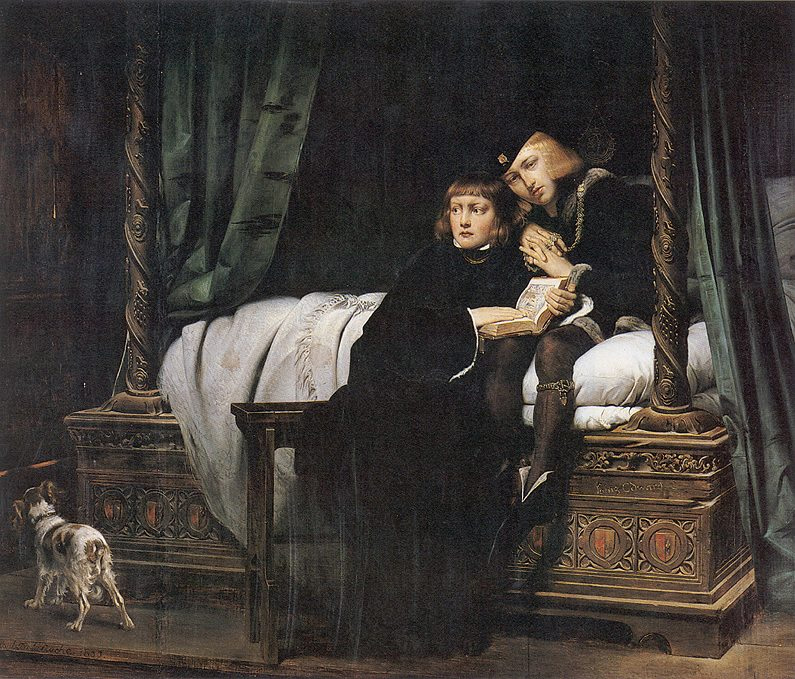
Re Edoardo V e il fratello Riccardo aspettano la fine di Sir Paul Delaroche

#### Torre di Londra
Nel 1674, durante alcuni lavori di restauro della Torre di Londra, alcuni operai trovarono una scatola di legno, sepolta sotto la scalinata che conduceva alla cappella della Torre Bianca, contenente due scheletri di bambini.
In realtà vi era stato precedentemente un analogo ritrovamento in un'antica camera che era stata murata, luogo assai simile a quello descritto da Thomas More il quale, però, affermava anche che le ossa erano state trasferite in un luogo più sicuro.
In ogni caso, le ossa rinvenute nel 1674, presentavano anche tracce di alcuni abiti in velluto, cosa che faceva indicare un'origine aristocratica e, quattro anni dopo la scoperta, per ordine di re Carlo II, furono collocate in un'urna posta nell'Abbazia di Westminster, con la seguente epigrafe:
Sempre per ordine di Carlo II, Christopher Wren costruì un monumento a segnalare il luogo del ritrovamento delle ossa dei principi. Nel 1933, con il beneplacito della Corona, i resti furono disseppelliti ed esaminati dall'archivista dell'Abbazia di Westminster, Lawrence Tanner, dall'anatomista William Wright e dal presidente dell'associazione dei dentisti George Northcroft.
Sebbene molte ossa fossero state rotte dagli operai nel 1674 o mancassero completamente e, accanto ai resti umani, vi fossero ossa di pollo e di altri animali (oltre a tre chiodi arrugginiti), dall'analisi dei denti e di alcune ossa, si è appurato che l'età dei bambini era compatibile con quella dei principi e che uno era poco più grande dell'altro.
In ogni caso, tale studio è oggetto di diverse critiche dal momento che gli studiosi condussero l'indagine presumendo che le ossa appartenessero ai principi e quindi si concentrarono a verificare la sussistenza di segni di soffocamento mentre non determinarono il sesso. Da allora non è stato compiuto alcun altro esame scientifico né è stata tentata l'analisi del DNA (nel 2013 è stata avanzata tramite petizione una richiesta in tal senso) né della datazione con il carbonio che, comunque, non potrebbero provare la causa del decesso.

#### Saint George's Chapel
Nel 1789, durante alcuni lavori di ristrutturazione della Saint George's Chapel, nel castello di Windsor, gli operai riscoprirono, all'interno della cappella di Edoardo IV ed Elisabetta Woodville, un piccolo deposito contenente le bare di due bambini non identificati.
Tuttavia non venne attuata nessuna ispezione e le tombe furono immediatamente richiuse; i resti contenuti furono identificati come Giorgio, duca di Bedford e Maria di York morti all'età di due e quattordici anni, precedendo il padre.
Nel 1810, durante gli scavi per la tomba di Giorgio III, furono scoperte due bare di piombo con inciso il nome di Giorgio e Maria Plantageneto e che furono trasferite nella camera di Edoardo IV senza attuare alcuna indagine ulteriore sui resti scoperti nel 1789.
Alla fine degli anni novanta del Novecento, durante alcuni lavori nei pressi della tomba di Edoardo IV, è stata inoltrata una richiesta per consentire un esame con una fotocamera in fibra ottica o il disseppellimento sia dei resti trovati nel 1789 sia delle bare di piombo scoperte tra il 1810 e il 1813 ma la corona non ha dato il suo assenso al progetto. Nel 2012 la scoperta dei resti di Riccardo III a Leicester provocò un rinnovato interesse attorno alle vicende storiche del periodo, e all'epoca si arrivò a ipotizzare nuove indagini sui Principi nella Torre. All'epoca la regina non garantì l'appoggio a tali indagini.

## Ipotesi storiche sulle cause della scomparsa

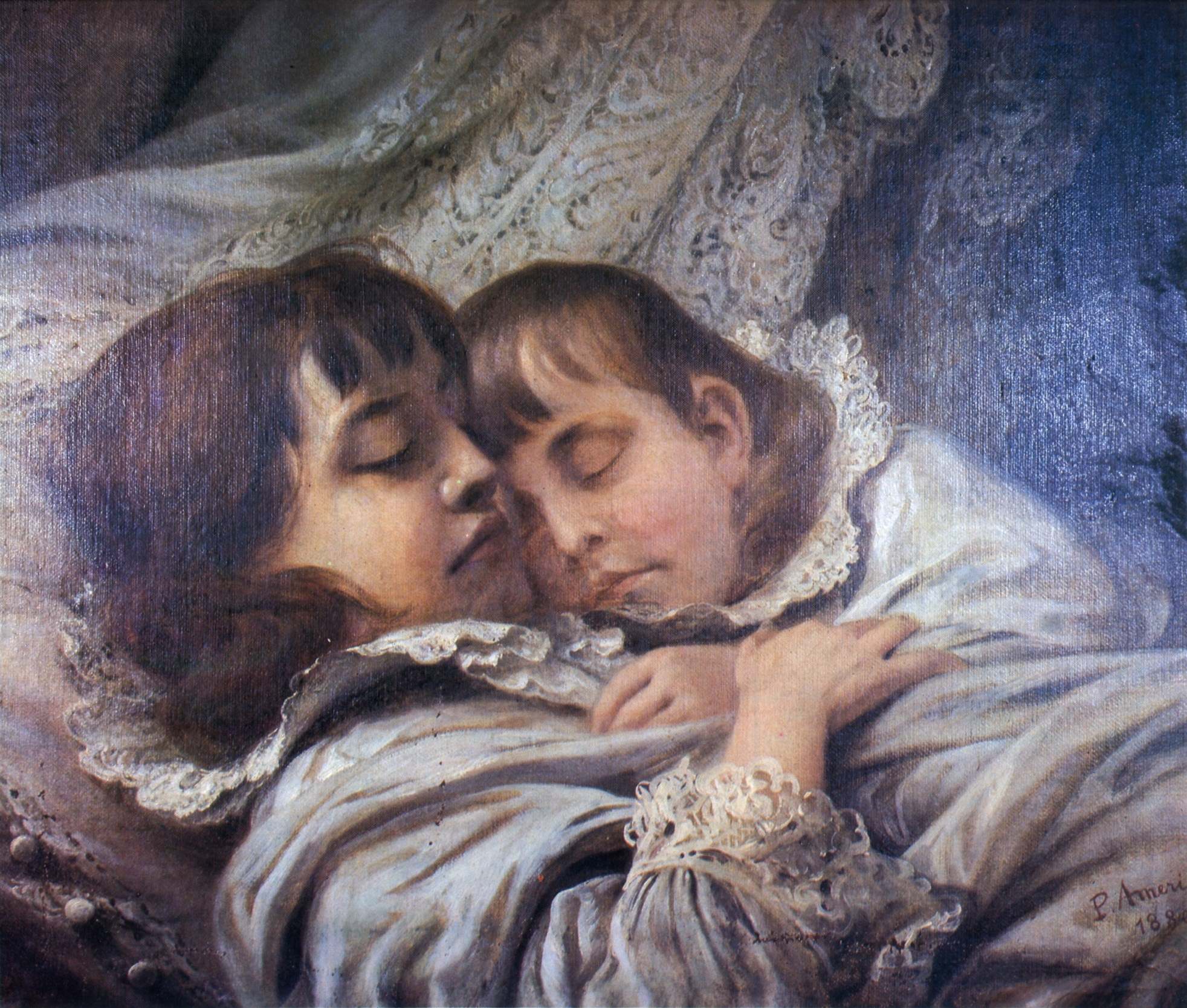
I figli di Edoardo IV d'Inghilterra, opera di Pedro Américo

La ricerca storiografica non è giunta a una versione condivisa della fine dei due bambini e non si può escludere che siano morti di morte naturale ma, alcuni storici hanno avanzato ipotesi diverse sulla morte avvenuta per omicidio. In ogni caso, anche tra gli storici moderni, resta fortemente divisa la corrente di pensiero di chi sostiene che sia Riccardo III il più probabile colpevole della morte dei principi e chi ne sostiene invece l'estraneità.

### Riccardo III
La teoria più comune afferma che i principi siano stati assassinati su ordine dello zio paterno Riccardo che aveva deposto Edoardo V, aveva escluso entrambi i giovani dalla successione e li aveva fatti trasferire alla Torre di Londra. Tuttavia, è possibile che, per quanto eliminati dalla linea di successione, Riccardo temesse i due giovani come una minaccia al proprio potere o che potessero essere utilizzati dai suoi nemici come possibili candidati al trono, facili da manovrare per via della giovane età.
Peraltro, le voci sulla possibile morte dei principi erano in circolazione sin dalla fine del 1483 e Riccardo non le aveva né appoggiate né smentite. Non rimase, però, in silenzio tanto che Raphael Holinshed ne le Chronicles of England, Scotland and Ireland (1577) affermò che Riccardo cercò di discolparsi da ogni atto di accusa anche se lo stesso autore si dimostra scettico sull'innocenza del re; il fatto che poi Riccardo omise di aprire una qualunque indagine sulla morte dei nipoti, che sarebbe stato di suo interesse per affermare la sua innocenza, certo non giocò a suo favore.
Inoltre, anche se Enrico VII d'Inghilterra non accusò mai formalmente il suo predecessore di essere il responsabile della morte dei principi in ogni caso, con un Bill of Attainder lo incolpò di "innaturali, maliziose e grandi menzogne, tradimenti, assassinii, omicidi, nello spargimento di sangue di bambini, con molti altri torti, reati odiosi e abominevoli contro Dio e l'uomo".
In conclusione, anche molti storici moderni, incluso David Starkey, Micheal Hicks, Helen Castor, Alison Weir, pur affermando la mancanza di prove, sostengono che Riccardo sia il più probabile indiziato.

### James Tyrrell
James Tyrell, cavaliere inglese, fedele sostenitore della Casa di York, fu arrestato nel 1502 per aver sostenuto la rivolta di Edmund de la Pole, III duca di Suffolk, la cui madre era Elisabetta di York, sorella di Edoardo IV e Riccardo III.
Secondo Thomas More, poco prima della sua esecuzione per alto tradimento, ammise sotto tortura, di aver assassinato i principi per volere di Riccardo III, sebbene sostenesse di non sapere dove potessero essere sepolti, affermando che Sir Robert Brackenbury, connestabile della Torre, li avesse spostati sempre su ordine del re.
In ogni caso, poiché non sono mai stati trovati i documenti scritti e nessun altro, oltre a More, cita la confessione di Tyrell, Pollard mette in dubbio la sua veridicità, così come Clements Markham, il quale afferma che il racconto di More fu influenzato non poco da John Morton.

### Henry Stafford, duca di Buckingham
Altro possibile indiziato è Henry Stafford, secondo duca di Buckingham, braccio destro di Riccardo III, giustiziato dal re a seguito di una rivolta nel novembre del 1483. Il movente può essere individuato dal fatto che Buckingham discendeva da Edoardo III d'Inghilterra, attraverso Giovanni Plantageneto, I duca di Lancaster e Tommaso Plantageneto, I duca di Gloucester, cosa che rendeva il duca un possibile candidato alla successione anche perché Riccardo III aveva solo un figlio legittimo, per giunta debole e malato.
Alcuni, in particolare il memorialista Philippe de Commines e lo storico Paul Murray Kendall considerano Buckingham come il sospettato principale. 
In effetti, un documento portoghese dell'epoca, scritto da Alvaro Lopes de Chaves, segretario particolare del re Alfonso V afferma testualmente: «[...] Dopo la scomparsa di re Edoardo nell'anno 1483, uno dei suoi fratelli, il Duca di Gloucester aveva nelle sue mani il Principe dei Galles e il Duca di York e li inviò al duca di Buckingham, sotto la cui custodia i detti principi furono lasciati morire di fame».
Inoltre, un secondo documento degli inizi del XVI secolo, rinvenuto casualmente negli archivi del College of Arms di Londra nel 1980, non menziona affatto Riccardo e accusa ancor più esplicitamente il Duca ("be the vise of the Duke of Buckingham").

### Margaret di Beaufort
Altro possibile indiziato è Margaret Beaufort, contessa di Richmond e Derby, erede delle pretese dei Lancaster (il padre discendeva da Giovanni Plantageneto, I duca di Lancaster) e madre di Enrico VII d'Inghilterra.
Il movente di un suo coinvolgimento, come quello di Buckingham, sono le pretese dinastiche alla corona e l'interesse a che il figlio Enrico Tudor diventasse re, come poi effettivamente accadde, anche se a prezzo di non poche difficoltà.
Infatti, sebbene appartenesse alla Casa di Lancaster, Margaret si unì alla corte di Edoardo IV, fu madrina di Brigida di York nel 1480 e, dopo la morte di Edoardo IV, divenne la dama di compagnia della nuova regina Anna Neville, la moglie di Riccardo III.
Tuttavia, era anche un'attiva cospiratrice e un costante avversario di Riccardo III in favore del figlio, al quale combinò il fidanzamento con Elisabetta di York, la figlia primogenita di Edoardo IV.
Margaret fu, inoltre, sospettata di aver preso parte alla rivolta del duca di Buckingham e pertanto dovette subire l'accusa di tradimento.
Polydore Virgil afferma che, quando la contessa di Richmond udì le voci sulla morte dei principi, cominciò a sperare della buona sorte del figlio: infatti, viventi i principi, Enrico Tudor non avrebbe mai potuto rivendicare il trono dato il legame assai più debole delle proprie pretese al trono mentre, se fossero morti, una parte dell'opposizione al governo di Riccardo avrebbe potuto, come poi fece, appoggiare i Tudor.

### Enrico VII
Quanto ad Enrico VII d'Inghilterra, è noto che, una volta salito al trono, mise a morte gran parte dei possibili rivali, incluso Giovanni di Gloucester, figlio illegittimo di Riccardo III e il figlio di Giorgio Plantageneto, Edoardo ma, in ogni caso, essendo in esilio in Francia al momento della sparizione dei principi avrebbe potuto ucciderli solo per interposta persona o dopo la sua ascesa al trono nel 1485.
Inoltre, dopo essere divenuto re, Enrico, per rafforzare i suoi diritti alla corona, abrogò il Titulus Regius e sposò Elisabetta di York, la sorella maggiore dei principi la quale, in virtù dell'abrogazione diveniva l'erede legittima della linea degli York. Principale accusatore di Enrico VII è Sir Clements Markham il quale suggerisce che, poiché le voci sulla colpevolezza di Riccardo III, si diffusero tra giugno e il luglio del 1486, l'omicidio dei principi fu compiuto poco tempo prima. Sempre Markham aggiunge che la regina vedova, Elisabetta Woodville, fosse a conoscenza della falsità delle dicerie tanto che fu messa a tacere, nel febbraio del 1487, con la confisca di tutti i suoi possedimenti e il suo confino al convento di Bermondsey, ove morì sei anni dopo.
In ogni caso, altri contestano la teoria posta da Markham affermando che il confino della Regina vedova in convento si può spiegare o con una sua scelta personale o come volontà di non farsi coinvolgere nella rivolta di Lambert Simnel il quale affermava di essere il principe Riccardo o comunque come precauzione di Enrico VII il cui silenzio poteva essere dettato da calcolo politico e non solo come colpa personale.

## Eredità
Nella White Tower, all'interno della Torre di Londra, viene indicata la camera da letto dei principi. Una volta nella stanza, sulla parete di destra alcuni pannelli spiegano brevemente la loro vicenda, e chi aveva interesse alla loro morte. I visitatori, attraverso una pulsantiera elettronica, sono invitati ad indicare chi è l'assassino secondo loro: Riccardo III, Enrico VII o nessuno dei due. Sono visibili in tempo reale anche le percentuali dei voti. Riccardo III, da quando è stato installato questo voto elettronico, è largamente indicato quale mandante del duplice omicidio.

## Influenza culturale
Il libro della serie Piccoli Brividi Prigionieri nella Torre, trae spunto da questa vicenda. Nel libro i due principi vengono inviati nel XX secolo dal mago di corte per sfuggire al loro destino. L'unica differenza è che uno dei principi è stato trasformato in una bambina (Susan).